# Atzenberger Höhe
Die Atzenberger Höhe ist ein bis 710,8 m ü. NHN hoher Höhenzug bei Ebersbach-Musbach in den Landkreisen Biberach, Ravensburg und Sigmaringen, Baden-Württemberg (Deutschland).

## Geographie

### Geographische Lage
Die Atzenberger Höhe liegt in Oberschwaben etwa im Zentrum des Städtevierecks von Bad Buchau, Bad Schussenried (beide Landkreis Biberach), Aulendorf (Landkreis Ravensburg) und Bad Saulgau (Landkreis Sigmaringen). Während sich die Waldlandschaft insbesondere im Süden des Landkreises Biberach und im Norden des Landkreises Ravensburg befindet, reichen ihre Nordwestausläufer in den Osten des Landkreises Sigmaringen. Die Grenze der zwei zuerst genannten Landkreise verläuft etwa in Nordnordwest-Südsüdost-Richtung durch die Atzenberger Höhe. Nördlich und östlich der Gemeinde Ebersbach-Musbach (Landkreis Ravensburg) gelegen ist ihre höchste Erhebung eine 710,8 m hohe namenlose Bergkuppe, die sich rund einen Kilometer nordöstlich des Musbacher Weilers Winnenden erhebt.

### Wasserscheide
Die Atzenberger Höhe liegt auf der europäischen Wasserscheide. In der Nähe ihres Scheitels entspringt bei Bierstetten der Bierstätter Bach, der über die Kanzach und Donau zum Schwarzen Meer fließt. Etwas entfernt davon entspringt im Musbacher Ried der kleine Riedbach, der über die Hühler Ach und Schussen in den Bodensee, damit in den Rhein und schließlich in die Nordsee entwässert.

## Tourismus und Sport
Die Atzenberger Höhe mit ihren bewaldeten Höhenzügen bietet zu jeder Jahreszeit Wandermöglichkeiten. Im Winter werden außerdem mehrere Langlaufloipen präpariert. Zur Auswahl stehen drei leichte bis mittelschwere Rundkurse sowie zahlreiche Verbindungsloipen mit einer Gesamtlänge von rund 30 Kilometern. Start und Ziel ist der Parkplatz an der Kreisstraße Hopferbach–Otterswang.

## Fernmeldeturm
Markanter Punkt der Atzenberger Höhe ist ein 85 Meter hoher Fernmeldeturm (Lage).